# 2016
2016 (MMXVI) je bilo prestopno leto, ki se je po gregorijanskem koledarju začelo na petek. Organizacija združenih narodov je 2016 proglasila za mednarodno leto stročnic.

## Dogodki

### Januar – junij
- 17. januar – Organizacija združenih narodov, Evropska unija in Združene države Amerike odpravijo večino sankcij proti Iranu, ko Mednarodna agencija za jedrsko energijo potrdi, da država izpolnjuje zahteve glede jedrskega programa.
- 18.–21. januar – vlade Ekvadorja, Jamajke, Kolumbije in Salvadorja svetujejo ženskam odložitev nosečnosti zaradi epidemije virusa zika, ki naj bi povzročal razvojne motnje pri novorojenčkih.
- 30. januar – na avtocesti A1 med izvozom Senožeče in razcepom Nanos verižno trči 63 vozil, najhujša prometna nesreča v Sloveniji po številu udeleženih vozil.
- 11. februar – raziskovalci na detektorju Advanced LIGO oznanijo, da so eksperimentalno potrdili obstoj gravitacijskih valov, ki jih je napovedala Einsteinova splošna teorija relativnosti.
- 12. februar – med obiskom na Kubi se prvič v zgodovini sestaneta voditelja rimskokatoliške in ruske pravoslavne Cerkve.
- 20. marec – Barack Obama kot prvi ameriški predsednik po letu 1928 obišče Kubo.
- 22. marec – v treh koordiniranih bombnih napadih v Bruslju umre 32 ljudi, več sto je ranjenih. Odgovornost za napade prevzame Islamska država.
- 24. marec – Mednarodno sodišče za vojne zločine na območju nekdanje Jugoslavije spozna nekdanjega voditelja bosanskih Srbov Radovana Karadžića za krivega vojnih zločinov med jugoslovansko vojno.
- 3. april – mednarodna skupina raziskovalnih novinarjev razkrije t. i. »Panamske dokumente«, ki pričajo o razširjeni praksi pranja denarja in izogibanja davkom vplivnih posameznikov iz 40 držav po vsem svetu.
- 1. junij – po dveh desetletjih gradnje je odprt bazni predor Gotthard v Švici, najdaljši železniški predor na svetu.
- 10. junij–10. julij – v Franciji poteka 14. evropsko prvenstvo v nogometu, ki se konča z zmago portugalske reprezentance.
- 16.–27. junij – na Kreti je potekal prvi ekumenski koncil pravoslavnih Cerkva po 1200 letih.
- 24. junij – britanski volivci na referendumu podprejo izstop Združenega kraljestva iz Evropske unije (t. i. »brexit«).

### Julij – december
- 4. julij – Nasina vesoljska sonda Juno doseže Jupiter.
- 13. julij – Theresa May nadomesti Davida Camerona, ki je odstopil z mesta predsednika vlade Združenega kraljestva zaradi rezultatov junijskega referenduma, in postane druga ženska na tem položaju.
- 15. julij – frakcija turške vojske izvede poskus vojaškega državnega udara proti vladi na čelu s predsednikom Erdoğanom, ta po zatrtju izvede množično čistko med domnevnimi simpatizerji Fethullaha Gülena.
- 30. julij – ruski predsednik Vladimir Putin ob stoti obletnici postavitve Ruske kapelice na Vršiču obišče Slovenijo.
- 5. avgust – v Riu de Janeiru potekajo 31. poletne olimpijske igre.
- 3. september – Ljudska republika Kitajska in Združene države Amerike, skupno odgovorne za 40 % izpustov toplogrednih plinov, ratificirajo pariški podnebni sporazum.
- 23. december – Varnostni svet OZN z resolucijo obsodi gradnjo izraelskih naselbin na zasedenem ozemlju Zahodnega brega.

## Smrti
- 5. januar – Pierre Boulez, francoski skladatelj (* 1925)
- 10. januar – David Bowie, angleški glasbenik (* 1947)
- 14. januar – Alan Rickman, angleški igralec (* 1946)
- 28. januar – Aleš Debeljak, slovenski pesnik in esejist (* 1960)
- 1. februar – Dušan Velkaverh, slovenski tekstopisec (* 1943)
- 16. februar – Butros Butros-Gali, egiptovski politik in diplomat (* 1922)
- 19. februar –
  - Harper Lee, ameriška pisateljica (* 1926)
  - Umberto Eco, italijanski filozof, jezikoslovec in pisatelj (* 1932)
- 27. februar – Vid Pečjak, slovenski pisatelj in psiholog (* 1929)
- 11. marec – Iolanda Balaş, romunska atletinja (* 1936)
- 24. marec – Johan Cruijff, nizozemski nogometaš in trener (* 1947)
- 28. marec – Mihael Butara, slovenski generalmajor Jugoslovanske ljudske armade (* 1922)
- 31. marec – 
  - Hans-Dietrich Genscher, nemški politik (* 1927)
  - Zaha Hadid, iraško-britanska arhitektka (* 1950)
  - Imre Kertész, madžarski pisatelj in prevajalec, nobelovec (* 1929)
- 12. april – Tomaž Pandur, slovenski gledališki režiser (* 1963)
- 19. april – Walter Kohn, avstrijsko-ameriški fizik in kemik, nobelovec (* 1923)
- 21. april – Prince, ameriški glasbenik (* 1958)
- 30. april – Harry Kroto, angleški kemik, nobelovec (* 1939)
- 19. maj – Alan Young, kanadski igralec (* 1919)
- 22. maj – Bata Živojinović, srbski igralec in politik (* 1933)
- 3. junij – Muhammad Ali, ameriški boksar (* 1942)
- 21. junij – Vital Klabus, slovenski prevajalec, urednik in kritik (* 1932)
- 27. junij – Bud Spencer, italijanski igralec (* 1929)
- 2. julij – Elie Wiesel, romunsko-ameriški judovski pisatelj, nobelovec (* 1928)
- 19. julij – Garry Marshall, ameriški igralec, scenarist in režiser (* 1934)
- 2. avgust – Ahmed Zewail, egiptovsko-ameriški kemik, nobelovec (* 1946)
- 23. avgust – Mito Trefalt, slovenski igralec in televizijski voditelj (* 1939)
- 24. avgust – Roger Y. Tsien, ameriški biokemik, nobelovec (* 1952)
- 29. avgust – Gene Wilder, ameriški igralec (* 1933)
- 30. avgust – Věra Čáslavská, češka telovadka (* 1942)
- 2. september – Islam Karimov, uzbekistanski politik (* 1938)
- 16. september – Carlo Azeglio Ciampi, italijanski politik (* 1920)
- 28. september – Šimon Peres, izraelski politik (* 1923)
- 1. oktober –  Jagoda Kaloper, hrvaška igralka (* 1947)
- 13. oktober –
  - Dario Fo, italijanski igralec in dramatik, nobelovec (* 1926)
  - Bumibol Aduljadedž, tajski kralj (* 1927)
- 10. november – 
  - Leonard Cohen, kanadski glasbenik, pesnik in pisatelj (* 1934)
  - Matjaž Vipotnik, slovenski grafični oblikovalec (* 1944)
- 25. november – Fidel Castro, kubanski politik (* 1926)
- 1. december – Ljubo Sirc, slovensko-britanski ekonomist (* 1920)
- 8. december – John Glenn, ameriški astronavt in politik (* 1921)
- 18. december – Zsa Zsa Gabor, madžarsko-ameriška igralka (* 1917)
- 24. december – Rick Parfitt, britanski glasbenik (* 1948)
- 25. december – 
  - George Michael, britanski pevec (* 1963)
  - Vera Rubin, ameriška astronomka (* 1928)
- 27. december – Carrie Fisher, ameriška igralka (* 1956)
- 28. december – Debbie Reynolds, ameriška igralka (* 1932)

## Nobelove nagrade
- fizika: David J. Thouless, F. Duncan M. Haldane, J. Michael Kosterlitz
- kemija: Ben Feringa, Jean-Pierre Sauvage, Fraser Stoddart
- fiziologija ali medicina: Jošinori Osumi
- književnost: Bob Dylan
- mir: Juan Manuel Santos
- ekonomija: Oliver Hart, Bengt R. Holmström